# Joseph Stefano
Joseph Stefano (Filadelfia, 5 maggio 1922 – Thousand Oaks, 25 agosto 2006) è stato uno sceneggiatore, compositore e produttore televisivo statunitense.

## Biografia
Figlio di immigrati italiani originari di Polizzi Generosa. Esordì negli anni quaranta come compositore di musica pop, per poi iniziare a scrivere film negli anni cinquanta. Il suo primo lavoro da sceneggiatore fu Orchidea nera (1958) di Martin Ritt. Nel 1960, Stefano adattò un bestseller di Robert Bloch per Alfred Hitchcock e ne nacque Psyco, uno dei capolavori del maestro del thriller britannico. Nel 1961 il suo lavoro fu premiato con l'Edgar Award per la miglior sceneggiatura. Stefano si offrì di lavorare ancora per Hitchcock e i suoi due nuovi progetti, Gli uccelli (1963), che poi sarebbe stato scritto da Evan Hunter, e Marnie (1964), la cui ultima versione della sceneggiatura sarebbe stata firmata da Jay Presson Allen, ma era già impegnato nella realizzazione della serie televisiva di fantascienza Oltre i limiti, creata da Leslie Stevens.
Dopo aver lasciato la serie, Stefano scrisse e diresse The Ghost of Sierra de Cobre, il suo unico film da regista, girato con gran parte della troupe utilizzata in Oltre i limiti. Il thriller Il terrore negli occhi del gatto (1969) e la commedia Futz! (1969), scritta assieme a Rochelle Owens, furono i suoi ultimi lavori per il cinema. Negli anni settanta e ottanta, scrisse molti film tv, tra i quali Home for the Holidays (1972) e Snowbeast (1977).
Nel 1990 rivisitò i personaggi di Psyco per scrivere il quarto e ultimo capitolo della saga, Psycho IV, che narra anche le origini di Norman Bates (Anthony Perkins) e spiega il suo rapporto con l'ossessiva madre, interpretata da Olivia Hussey. Stefano fu anche sceneggiatore e produttore esecutivo del film Un giorno da ricordare (1995) con Al Pacino. Collaborò con il regista Gus Van Sant per  Psycho (1998), remake che segue la sua sceneggiatura originale.

## Filmografia parziale

### Sceneggiatore
- Psyco (Psycho), regia di Alfred Hitchcock (1960)
- Psycho IV (Psycho IV: The Beginning), regia di Mick Garris (1990) - Film TV
- Un giorno da ricordare (Two Bits), regia di James Foley (1995)
- Psycho, regia di Gus Van Sant (1998)

### Soggetto
- Un giorno da ricordare (Two Bits), regia di James Foley (1995)